# Ranger 5
Ranger 5 est un sonde lunaire du programme Ranger de la NASA conçu pour transmettre des images de la surface lunaire à des stations terriennes durant 10 minutes avant l'impact sur la Lune, et de poser durement une capsule avec un sismomètre sur la Lune, recueillir des données sur les rayons gamma durant le vol, étudier la réflectivité de la surface lunaire et pour poursuivre les essais du programme Ranger. Celui-ci a pour but le développement de véhicules spatiaux lunaires et interplanétaires. En raison d'un dysfonctionnement inconnu, le véhicule spatial manque d'énergie électrique et cesse ses activités. Il passe à 725 km de la Lune.

## Description du véhicule spatial

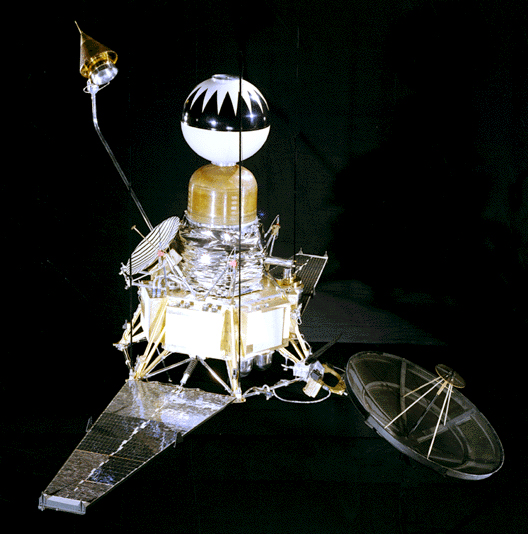
Ranger block II avec hardlander. Ranger 3, Ranger 4 et Ranger 5

Ranger 5 est la troisième sonde lunaire de phase 2 (Block II) similaire à Ranger 3 et Ranger 4. Le véhicule a une hauteur de 3,1 m et se compose d'une capsule lunaire recouverte par un impacteur en bois de balsa de 65 cm de diamètre, d'une rétrofusée avec 23 kN de poussée et une plate-forme hexagonale de 1,5 m de diamètre avec placage en or et en chrome. Une grande antenne parabolique à gain élevé est fixée à la base. Deux panneaux solaires (5,2 m d'envergure) sont fixés comme des ailes à la base et déployés en début du vol. La puissance est générée par 8 680 cellules photovoltaïques situées sur les panneaux solaires qui rechargent un accumulateur argent-zinc (AgZn) de 11,5 kg et de 1 000 watts ainsi qu'un accumulateur de réserve. Le contrôle du véhicule spatial est assuré par un ordinateur et un séquenceur à semi-conducteurs et d'un système de commandes envoyées depuis la Terre. Le contrôle d'attitude est assuré par des capteurs solaire et terrestre, des gyroscopes et des jets de tangage et de roulis. Le système de télémesure embarqué sur la sonde lunaire est constitué de deux émetteurs à 960 M Hz, l'un à une puissance de sortie de 3 watts et l'autre de 50 milliwatts, une antenne à gain élevé et une antenne omnidirectionnelle. Le système de contrôle thermique est assuré par de la peinture blanche, un placage en or et en chrome, et de feuilles d'argent plastifiées enveloppant la rétrofusée.

## Description des instruments
L'équipement comprend :
- une caméra de télévision Vidicon, employant un mécanisme de balayage qui produit une image complète en 10 secondes ;
- un spectromètre gamma installé sur une bôme de 1,8 m ;
- un radioaltimètre peut être utilisé pour des études de réflectivité de la surface lunaire mais également conçu pour initier la séparation de la capsule et pour allumer la rétrofusée ;
- un sismomètre pour un atterrissage brutal sur la surface lunaire. Le sismomètre est enfermé dans la capsule lunaire avec un amplificateur, un émetteur de 50 milliwatt, un contrôleur de tension, une antenne type tourniquet et six piles argent-cadmium capables de faire fonctionner l'émetteur de la capsule lunaire durant 30 jours, tous conçus pour atterrir sur la Lune à une vitesse de 130 à 160 km/h.

La sonde embarque les quatre instruments suivants :
- un spectromètre à rayonnement gamma, composé d'un détecteur, d'un analyseur de hauteur d'impulsion à 32 canaux et d'une alimentation haute tension, conçu pour mesurer le rayonnement gamma provenant de la surface de la Lune. Le détecteur contient un cristal d'iodure de césium diamanté biseauté de 7,62 cm entouré d'un interrupteur photosensible par un scintillateur en plastique d'une épaisseur de 0,317 cm. Celui-ci est couplé à un tube photomultiplicateur de 7,62 cm de diamètre. Les impulsions sont transmises à l'analyseur, qui emmagasine de 2 à 16 impulsions dans chaque canal. Le circuit de rejet est conçu pour bloquer l'analyseur lorsque des particules chargées traversent le commutateur photographique. L'expérience est activée 4 heures après le décollage, avec le stockage des données et la télémétrie commençant à la fois. Une perte de puissance dans la sonde spatiale entraîne l'arrêt de la télémétrie après 4 heures de données reçues ;
- un radioaltimètre, inclus pour initier la séparation de la capsule et la mise à feu de la rétrofusée entre 19 et 25 km au-dessus de la surface lunaire et pour mesurer la réflectivité du sol lunaire et d'étudier ses propriétés. L'instrument est un radar à impulsions standard avec une puissance de crête émise par l'émetteur magnétron entre 150 et 400 watts. L'instrument a une fréquence de 9 400 MHz et un taux de répétition d'impulsions de 500 à 600 impulsions par seconde. La largeur de bande du récepteur superhétérodyne est de 12 à 16 MHz et son facteur de bruit est de 11 à 12 dB. L'ouverture du faisceau de l'antenne est de 4,5°. L'altimètre est conçu pour débuter des mesures sur commande de la Terre entre 198 et 55 km de la Lune (nominalement 137 km). La durée prévue de la mesure est entre 9 secondes et 2 minutes. Parce que la sonde spatiale ne parvient pas à générer de puissance, elle manque la Lune de 725 km et entre dans une orbite héliocentrique. L'expérience n'a retourné aucune donnée utile ;
- un sismomètre magnétique, prévu pour un atterrissage assez rude sur la surface lunaire. Le sismomètre est enfermé dans la capsule lunaire de 42,6 kg qui doit se séparer de la sonde Ranger 5 à 21,4 km de la surface de la Lune, avec un amplificateur, un émetteur de 50 milliwatts, un contrôleur de tension, une antenne omnidirectionnelle et six piles argent-cadmium capables de faire fonctionner l'émetteur de la capsule lunaire durant 30 jours, tous conçus pour atterrir sur la Lune entre 130 et 160 km/h.
Il est conçu pour déterminer la présence ou l'absence de sismicité lunaire et d'une croûte lunaire, de couches de lave ou de couches de poussière. L'instrument est destiné à collecter des données sur les propriétés mécaniques des matériaux lunaires et à obtenir des informations préliminaires sur la nature du noyau lunaire et sur la profondeur et la concentration des tremblements de Lune. L'instrument de 3,36 kg comprend une bobine, un aimant suspendu par ressort et un dispositif d'étalonnage interne. La masse sismique de 1,70 kg est constituée d'un aimant permanent suspendu au corps de l'instrument. Il est suspendu de manière à maintenir la concentration de la masse sismique à l'intérieur du corps de l'instrument et à permettre au sismomètre de fonctionner à n'importe quelle inclinaison de son axe longitudinal de 0° à 90°. Pour amortir le mouvement rapide de la masse sismique lors de l'impact lunaire, l'instrument est rempli sous vide avec un fluide protecteur, du fréon. Lors de l'impact, l'ensemble de survie doit flotter en position verticale. Le liquide de mise en cage sismique s'échappe alors et un pressostat déclenche l'expérience. L'étalonnage des instruments avant le lancement est effectué en laboratoire et l'étalonnage doit se poursuivre tout au long du vol. En raison d'une défaillance de la sonde spatiale qui empêche l'impact sur la Lune, l'expérience ne renvoie aucune donnée ;
- une caméra de télévision Vidicon, conçue pour transmettre des images en gros plan de la surface lunaire de 4 000 à 24 km au-dessus de la surface lunaire. Le système contient une déviation entièrement électrostatique et concentre le Vidicon qui combine une cible avec une capacité d'effacement rapide. Le temps d'exposition de 20 millisecondes sur la surface du photoconducteur est conçu pour empêcher le flou de l'image optique et pour fournir une fermeture du système optique durant le balayage de 13 secondes et l'opération d'effacement du système électronique Vidicon. L'image en décomposition lente et la numérisation ultérieure produisent une image complète en 10 secondes. Pour obtenir la résolution souhaitée, 200 lignes de balayage sont utilisées par image. La bande passante vidéo de ce système est d'environ 200 cps. Le système optique développé est un télescope de type Cassegrain conventionnel utilisant un miroir parabolique concave primaire et un miroir hyperbolique convexe secondaire situé au centre pour réfléchir l'image lunaire sur la surface de l'image photoconductrice. L'expérience échoue en raison de la perte de puissance de l'accumulateur avant la correction de trajectoire[1].

## Déroulement de la mission

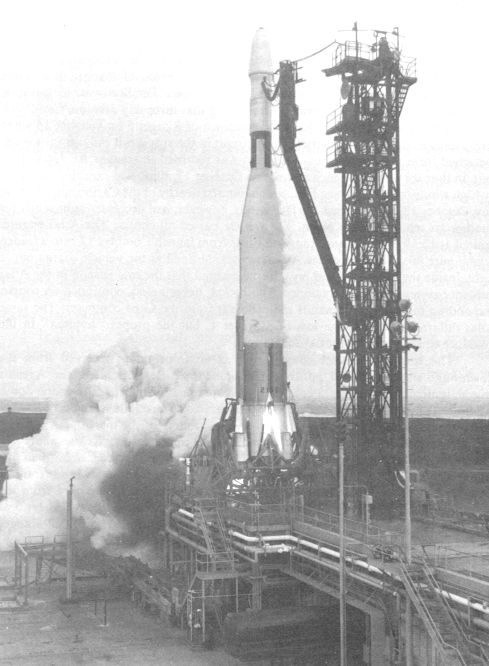
Le décollage de la sonde lunaire Ranger 5 depuis l'aire de lancement LC-12 sous un ciel gris.

Le lancement de Ranger 5 est programmé pour juin 1962 mais la NASA décide plutôt de faire voler en premier la sonde Mariner vers la planète Vénus (une version modifiée du Block 1 du programme Ranger) pour donner plus de temps aux équipes afin de résoudre les problèmes avec le la sonde lunaire Ranger 5. Après l'échec de Mariner 1, qui a terminé sa mission dans l'océan Atlantique à la place du milieu interplanétaire, l'agence subit une surveillance et un contrôle accru du Congrès des États-Unis en raison de son incapacité apparente à envoyer avec succès une sonde planétaire. James Fulton, représentant républicain au Congrès des États-Unis, charge le directeur du bureau des programmes de la NASA, J. J. Wyatt, en notant que Mariner 1 a coûté aux contribuables américains 14 millions de dollars et qu'il n'y a aucune excuse à ce stade pour encore avoir des échecs à chaque lancement. À la fin du mois de juillet 1962, il y a déjà eu 12 tentatives pour des missions planétaires depuis 1958 et seulement deux (Pioneer 4 et Pioneer 5) ont accompli la totalité de leurs objectifs de mission. La NASA aurait pu se consoler en sachant que les efforts soviétiques pour envoyer des sondes planétaires sont à peine plus fructueux. Cependant, tous leurs échecs sont gardés secrets par un État soviétique totalitaire. Le public n'a aucun droit de regard sur l'utilisation et le gaspillage des taxes pour des missions spatiales ratées.
Le lancement réussi de Mariner 2, le 22 août 1962 réduit momentanément les critiques autour de la NASA et du Jet Propulsion Laboratory et permet aussi semble-t-il de vérifier le bien-fondé de la conception des sondes lunaires Ranger. Durant ce temps, les ingénieurs du JPL continuent à essayer de comprendre ce qui a causé la panne de l'ordinateur de bord sur Ranger 4. Celle-ci a eu lieu durant une période où la sonde était hors d'atteinte des stations terriennes. Ce dysfonctionnement a été particulièrement déroutant car la sonde n'a jamais connu de telles anomalies malgré des essais au sol très complets. L'examen des enregistrements de télémétrie semble indiquer que la défaillance s'est produite au cours de la séparation entre la sonde Ranger 4 et l'étage supérieur Agena B, au moment de la déconnexion de l'interface électrique entre les deux, lorsque Ranger 4 serait passé sur son alimentation interne. Le comportement de la sonde a montré le dysfonctionnement d'un transformateur ou d'un onduleur, probablement dû à un court-circuit causé par la perte de morceaux métalliques du revêtement des broches du cordon ombilical d'alimentation reliant la sonde à l'étage Agena B. Des modifications ont lieu sur Ranger 5 comme une minuterie redondante pour assurer la continuité du fonctionnement du système de télémétrie en cas de panne de l'ordinateur principal, une bouteille d'azote supplémentaire pour le système de contrôle d'attitude afin de réduire la pression du gaz et un allumeur pyrotechnique supplémentaire pour la correction à mi-parcours de la trajectoire. Plus important encore, des diodes et des fusibles supplémentaires sont ajoutés aux lignes électriques afin d'éviter qu'un autre court-circuit ne se produise.

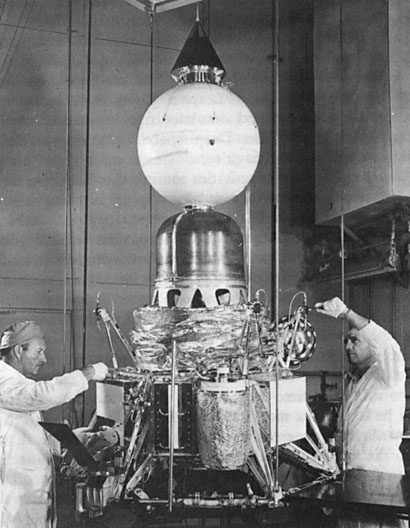
La sonde lunaire Ranger 5.

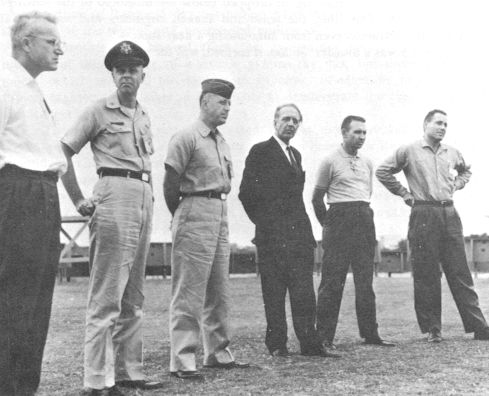
Des officiels du programme Ranger rassemblés pour la conférence de presse d'après lancement de Ranger 5 à Cap Canaveral. De gauche à droite : Friedrich Duerr, le major J. Mulladay, le Lieutenant-colonel Jack Albert, Kurt H. Debus, William Cunningham et James Burke.

Ranger 5 est thermostérilisé comme Ranger 3 et Ranger 4 pour prévenir toute contamination non-intentionnelle de la Lune avec des microbes terrestres. Rolf Halstrup, responsable du programme de stérilisation, s’est opposé à cette procédure car il était convaincu que le fait de soumettre les sondes à de forte chaleur endommagerait les composants électroniques sensibles. Il a convaincu la direction du JPL de Pasadena que la stérilisation de Ranger 4 avait « très probablement » endommagé le séquenceur et le minuteur de l'ordinateur principal et que la procédure doit être arrêtée pour assurer la fiabilité de la sonde spatiale. La direction accepte d'arrêter de stériliser les sondes Ranger, mais uniquement pour Ranger 8 et les suivantes car les sondes Ranger 6 et Ranger 7 sont déjà stérilisées. Le 20 août, Ranger 5 entame son long voyage à travers le pays, de la Californie à la Floride, et arrive le jour du lancement de Mariner 2. Le lanceur Atlas-D # 215 et son étage supérieur Agena 6005 arrivent plus tard dans la semaine et les vérifications préliminaires d'avant-vol commencent. Ces vérifications initiales portent sur le lanceur. Il cause presque autant de problèmes que les sondes Ranger elles-mêmes. La combinaison Atlas-Agena a mal fonctionné quatre fois sur les six lancements effectués par la NASA et chaque lanceur livré à la base de lancement de Cap Canaveral nécessite des modifications ou des réparations avant de pouvoir voler. De plus, au cours de l'année entre Ranger 1 et Mariner 2, le contrôle qualité de l'Atlas-Agena B n'a connu aucune amélioration. Les lancements des sondes Ranger ayant été retardés par des problèmes autour des lanceurs, les techniciens se sont empressés de s'assurer que rien ne retarde la mission Ranger 5.
Le suivi de Mariner 2 est un travail continu durant cette période et comme le réseau de suivi du milieu interplanétaire (Deep Space Network) de la NASA ne peut pas gérer les deux sondes à la fois, il est décidé de passer à Ranger 5 pour cette courte mission. Après deux tentatives de lancement interrompues, l’une due à un court-circuit dans la sonde et l’autre en raison de problèmes météorologiques, l'accord pour le décollage est donné pour le 18 octobre. Le décollage a lieu à 16 h 59 TU et le lanceur Atlas-Agena B disparaît rapidement dans un ciel gris et couvert. Un dysfonctionnement au niveau du capteur de vitesse du système de guidage à T+ 93 secondes entraîne du bruit sur les données de vitesse mais contrairement à la sonde Ranger 3, des commandes discrètes sont reçues et comprises correctement par le système de guidage. L'étage supérieur Agena B atteint son orbite avec succès et commence son allumage pour placer Ranger 5 sur une trajectoire translunaire.
L'exaltation se transforme encore une fois en consternation quand des températures élevées sont détectées au niveau du système informatique ; peu de temps après, la production d'électricité à partir des panneaux solaires cesse. Le détecteur de rayons gamma est allumé mais l'ordinateur n'envoie pas la commande pour aligner la sonde lunaire avec la Terre. Pire encore, les récepteurs de télémétrie sur les stations de suivi en Australie et en Afrique du Sud fonctionnent mal, ne montrant en retour que des données brouillées. Il est évident qu'un court-circuit a désactivé les panneaux solaires, ce qui signifie que Ranger 5 n'a plus désormais que quelques heures avant que ses accumulateurs se vident. Les techniciens du JPL espèrent qu'ils pourront encore partiellement récupérer la mission en allumant le moteur de correction de mi-parcours pour s'assurer d'un impact avec la Lune mais ils doivent le faire rapidement avant que la puissance ne manque. Les contrôleurs au sol envoient des commandes pour déployer l'antenne à gain élevé et aligner la sonde pour l'allumage de mi-parcours mais durant ce temps des courts-circuits électriques supplémentaires ont lieu apparemment car il y a une perte de puissance au niveau de l'émetteur de télémesure. Le moteur de mi-parcours est allumé mais Ranger 5 a déjà épuisé de moitié ses batteries à ce moment-là. Le transpondeur radio et les signaux de télémétries cessent, suivi de mouvements incontrôlés de la sonde. Ranger 5 est passé à 725 km de la surface lunaire en route vers une orbite permanente autour du Soleil. Les signaux du petit sismomètre de la capsule sont encore reçus jusqu'à ce qu'ils s'évanouissent car la distance entre la sonde et la Terre est devenue trop importante. Les contrôleurs suivent la sonde jusqu'à une distance de 1,3 million de km.
À la suite de cet échec, l'assemblage de l'électronique est entièrement revu pour les versions suivantes par la division électronique de RCA Astro à East Windsor Township, au New Jersey. Les satellites construits par RCA Astro ont rempli leur mission. Toutes les photos sont récupérées et ont aidé la NASA à déterminer les bons sites d'atterrissage pour les atterrisseurs lunaires.